# Davida Jenő
Boldogi Davida Jenő, Davida Jenő Jakab (Budapest, 1884. október 30. – Davos, Svájc, 1929. március 26.) orvos, anatómus, egyetemi tanár. Davida Leó unokaöccse.

## Élete
Davida Miklós és Reisenleitner Mária Teréz fiaként született. 1906-ban szerzett orvosi oklevelet, 1907-ben Kolozsváron nagybátyja, Davida Leó mellett lett tanársegéd a Ferenc József Tudományegyetem Leíró- és Tájbonctani Intézetében 1919-ig. 1914-ben szerzett magántanári képesítést, s ugyanitt 1914 és 1919 magántanárként működött. 1919 és 1921 között a szegedi Ferenc József Tudományegyetem Leíró- és Tájbonctani Intézete magántanára volt, majd 1921-től a bonctan nyilvános rendes tanára 1929-ig. 1921 és 1929 között a Leíró- és Tájbonctani Intézet, 1924 és 1929 között pedig a Szövet- és Fejlődéstani Intézet tanszékvezetője volt.
Jelentős eredményeket ért el a sebészeti tájanatómia oktatásában; a csonttan területén is végzett önálló kutatásokat. Magyarországon az elsők között végzett kraniometriai vizsgálatokat. Cikkeit szaklapok publikálták.

## Művei
- Kraniometriai vizsgálatok magyarországi lakosok koponyáin. Kolozsvár, Ajtai K. A. Könyvsajtója, 1911
- Adatok az átmeneti varratok persistálásához. Kolozsvár, Ajtai K. A. Könyvsajtója, 1913
- Tájbonctan, különös tekintettel az orvostanhallgatók igényeire. Budapest, Mai, 1914. (2. teljesen átdolgozott kiadás, Budapest, Mai, 1921.)
- A nemi sajátságok megváltozása daganatok folytán. Budapest, Egyetemi Nyomda, 1929